# Wenceslas Pająk
Wenceslas Gaëtan Pająk, né à Radom le 7 août 1891 et mort dans le 15e arrondissement de Paris le 14 octobre 1926 est un peintre polonais.

## Biographie
Wenceslas est le fils de Louis et Marianne Bogueka.
Il épouse Jeanne Georgette Pinoteau.